# (1641) Tana
(1641) Tana est un astéroïde de la ceinture principale.

## Description
(1641) Tana est un astéroïde de la ceinture principale. Il fut découvert le 25 juillet 1935 à Johannesbourg par Cyril V. Jackson. Il présente une orbite caractérisée par un demi-grand axe de 3,02 UA, une excentricité de 0,10 et une inclinaison de 9,3° par rapport à l'écliptique.

## Nom
Il a été nommé d'après le fleuve Tana au Kenya.

## Compléments